# Deutsche Leichtathletik-Meisterschaften 1927
Auch die 29. Deutschen Leichtathletik-Meisterschaften fanden in zwei nach Geschlechtern getrennten Wettbewerben statt: Die Männer ermittelten ihre Meister am 16. und 17. Juli 1927 in Berlin, die Frauen ihre Meisterinnen am 6. und 7. August 1927 in Breslau.

## Wettbewerbsprogramm
Im Wettkampfprogramm gab es folgende Änderungen:
- Erstmals war der Hammerwurf Teil des Wettkampfprogramms der Männer.
- Staffelläufe der Männer: Die 3-mal-1000-Meter-Staffel wurde vorerst gestrichen, dafür kamen die 4-mal-400-Meter- und 4-mal-1500-Meter-Staffeln neu hinzu.
- Bei den Frauen wurde die Mittelstreckendistanz gegenüber dem Vorjahr von 1000 auf 800 Meter verkürzt.

## Ausgelagerte Disziplinen
Ein paar Wettbewerbe wurden ausgelagert:
- Waldlauf mit einer Einzel- und einer Mannschaftswertung – Heilbronn, 24. April
- Marathonlauf der Männer – Breslau, 7. August (im Rahmen des Meisterschaftsprogramms der Frauen)
- 4 × 400 m Staffel – Breslau, 7. August (im Rahmen des Meisterschaftsprogramms der Frauen)
- 4 × 1500-m-Staffel – Breslau, 7. August (im Rahmen des Meisterschaftsprogramms der Frauen)
- 50-km-Gehen (Männer) mit einer Einzel- und einer Mannschaftswertung – Erfurt, 2. Oktober – einziger Gehwettbewerb im Meisterschaftsprogramm, hier zum ersten Mal mit einer Teamwertung
- Zehnkampf – Breslau, 6./7. August (im Rahmen des Meisterschaftsprogramms der Frauen)

## Rekorde
Es wurde ein neuer Weltrekord (WR) aufgestellt und es gab darüber hinaus vier deutsche Rekorde (DR).
- Weltrekord:[1]
  - 800-Meter-Lauf: 2:23,7 min – Lina Batschauer (Karlsruher FV)
- Deutsche Rekorde:[2]
  - 200-Meter-Lauf: 21,4 s – Helmut Körnig (SCC Berlin)
  - 5000-Meter-Lauf: 15:03,2 min – Otto Kohn (SC Teutonia 99 Berlin)
  - 10.000-Meter-Lauf: 32:00,8 min – Otto Petri (Hellas Hamburg)
  - 400-Meter-Hürdenlauf: 54,8 s – Otto Peltzer (Preußen Stettin)

## Ergebnisübersichten
Die folgenden beiden Übersichten fassen die Medaillengewinner und -gewinnerinnen aller Wettbewerbe von 1927 zusammen.

### Medaillengewinner Männer
| Disziplin                                      | Gold                                                                 | Leistung             | Silber                                                                 | Leistung              | Bronze                                                                                                | Leistung                          |
| ---------------------------------------------- | -------------------------------------------------------------------- | -------------------- | ---------------------------------------------------------------------- | --------------------- | --- | --------------------------------- |
| 100 m                                          | Helmut Körnig (SCC Berlin)                                           | 10,8 s0000000        | Hubert Houben (Preussen Krefeld)                                       | 10,8 s00              | Friedrich Wichmann (Eintracht Frankfurt)                                                              | 11,0 s00                          |
| 200 m                                          | Helmut Körnig (SCC Berlin)                                           | 21,4 s DR0000        | Jakob Schüller (Preussen Krefeld)                                      | 21,6 s00              | Hermann Schlöske (Berliner SC)                                                                        | 21,6 s00                          |
| 400 m                                          | Joachim Büchner (SC Viktoria Magdeburg)                              | 48,8 s0000000        | Otto Neumann (DSC Berlin)                                              | 49,0 s00              | Reinhold Schmidt (SC Teutonia 99 Berlin)                                                              | 49,2 s00                          |
| 800 m                                          | Herbert Böcher (SC Teutonia 99 Berlin)                               | 1:55,1 min00000      | Hermann Engelhard (ASC Darmstadt)                                      | 1:55,3 min            | Rudolf Jacobs (SC Viktoria Magdeburg)                                                                 | 1:55,6 min                        |
| 1500 m                                         | Willi Boltze (SC Preußen Stettin)                                    | 4:02,2 min00000      | Albrecht Hoffmann (TSV 1860 München)                                   | 4:04,4 min            | Hermann Walpert (SC Teutonia 99 Berlin)                                                               | 4:05,1 min                        |
| 5000 m                                         | Otto Kohn (SC Teutonia 99 Berlin)                                    | 15:03,2 min DR00     | Siegfried Dieckmann (DSV Hannover 1878)                                | 15:17,2 min           | Willi Boltze (SC Preußen Stettin)                                                                     | 15:22,7 min                       |
| 10.000 m                                       | Otto Petri (Hellas Hamburg)                                          | 32:00,8 min DR00     | Kurt Schneider (TSG Germania Hirschberg)                               | 32:09,0 min           | Heinrich Brauch (Polizei SV Berlin)                                                                   | 32:35,8 min                       |
| 25.000 m                                       | Willi Horlemann (SC Cito Berlin)                                     | 1:30:46 h000000000   | Kurt Schneider (TSG Germania Hirschberg)                               | 1:32:19 h000          | Artur Reichmann (Sportfreunde Siegen)                                                                 | 1:33:30 h000                      |
| Marathon                                       | Franz Wanderer (VfL Potsdamer Sportfreunde)                          | 2:58:30,0 h0000000   | Kurt Schneider (TSG Germania Hirschberg)                               | 3:06:15,0 h0          | Erich Müller (SCC Berlin)                                                                             | 3:08:59,8 h0                      |
| 110 m Hürden                                   | Hans Steinhardt (Karlsruher FC Phönix)                               | 15,4 s0000000        | Ewald Schulze (Polizei SV Berlin)                                      | 16,1 s00              | Hugo Barth (FV 09 Nürtingen)                                                                          | 16,4 s00                          |
| 400 m Hürden                                   | Otto Peltzer (Preußen Stettin)                                       | 54,8 s DR0000        | Dietrich Gerner (SC Preußen Stettin)                                   | 55,1 s00              | Otto Neumann (DSC Berlin)                                                                             | 56,8 s00                          |
| 4 × 100 m Staffel                              | SCC BerlinGerber Helmut Schlöske Alex Nathan Helmut Körnig           | 41,3 s0000000        | Preussen KrefeldHans Salz Arthur Wernsing Jakob Schüller Hubert Houben | 41,4 s00              | Eintracht FrankfurtHüllender Friedrich Wichmann Arthur Metzger Seib                                   | 41,5 s00                          |
| 4 × 400 m Staffel                              | DSC BerlinErich Hübner Erich Renell Otto Neumann Erich Klähn         | 3:21,4 min00000      | VfB BreslauJokel Kunde Eichenberg Fritz Schoemann                      | 3:25,7 min            | SC Schlesien BreslauRichter Willi Tschirn Wollstein Jenkner                                           | 3:27,0 min                        |
| 4 × 1500 m Staffel                             | SC Teutonia 99 BerlinGoedel Otto Kohn Hermann Walpert Herbert Böcher | 16:41,0 min00000     | VfB BreslauTilgner Heinrich Böselt Schnabel Fritz Schoemann            | 16:49,0 min           | TSV 1860 MünchenKönig Schrötter Carl Jenuwein Albrecht Hoffmann                                       | 16:51,6 min                       |
| 50-km-Gehen                                    | Karl Hähnel (Schwarz-Weiß Erfurt)                                    | 4:46:22 h000000000   | Paul Sievert (SC Hota Berlin)                                          | 4:55:34 h000          | Carl Brockmann (SCC Berlin)                                                                           | 5:03:18 h000                      |
| 50-km-Gehen, Mannschaftswertung                | SCC BerlinCarl Brockmann Blechstein Jentzsch                         | 21 P (Plätze 3/7/11) | VfvB Ruhrort-LaarRodenbücher Kleinstoll Hermann Schmitz                | 21 P (Plätze 4/8/9)   | nur 2 Mannschaften in der Wertung                                                                     | nur 2 Mannschaften in der Wertung |
| Hochsprung                                     | Otto Betz (DSC Berlin)                                               | 1,88 m               | Fritz Köpke (SC Preußen Stettin)                                       | 1,88 m                | Max Skorczynski (Polizei SV Berlin)                                                                   | 1,85 m                            |
| Stabhochsprung                                 | Achilles Reeg (TSV Neu-Isenburg)                                     | 3,76 m               | Fritz Werkmeister (Berliner SC)                                        | 3,71 m                | Willi Gröber (VfR Zeitz) / Henry Schumacher (SC Victoria Hamburg) / Ernst Baltes (Dortmunder SC 1895) | 3,66 m                            |
| Weitsprung                                     | Rudolf Dobermann (SC Marienburg Köln)                                | 7,28 m               | Henry Schumacher (SC Victoria Hamburg)                                 | 6,92 m                | Willi Meier (SC Preußen Stettin)                                                                      | 6,52 m                            |
| Kugelstoßen                                    | Georg Brechenmacher (Eintracht Frankfurt)                            | 14,22 m              | Emil Hirschfeld (SV Hindenburg Allenstein)                             | 14,17 m               | Heinrich Kulzer (DSC München)                                                                         | 14,03 m                           |
| Kugelstoßen beidarmig                          | Georg Brechenmacher (Eintracht Frankfurt)                            | 26,155 m             | Emil Hirschfeld (SV Hindenburg Allenstein)                             | 25,56 m               | Heinrich Kulzer (DSC München)                                                                         | 25,01 m                           |
| Diskuswurf                                     | Hermann Hänchen (Polizei SV Berlin)                                  | 44,67 m              | Ernst Paulus (VfL Wetzlar)                                             | 44,06 m               | Ioannis Seraidaris (Dresdner SC)                                                                      | 41,17 m                           |
| Diskuswurf beidarmig                           | Hermann Hänchen (Polizei SV Berlin)                                  | 77,66 m              | Ioannis Seraidaris (Dresdner SC)                                       | 72,38 m               | Richard Schauffele (VfB Stuttgart)                                                                    | 70,22 m                           |
| Hammerwurf                                     | Josef Mang (SSV Jahn Regensburg)                                     | 40,71 m              | Fritz Wenninger (KSV Zuffenhausen)                                     | 39,175 m              | Fritz Kniese (Berliner SC)                                                                            | 38,315 m                          |
| Speerwurf                                      | Herbert Molles (VfK Königsberg)                                      | 56,15 m              | Hans Hoffmeister (Hannover 96)                                         | 55,83 m               | Oskar Günther (Stuttgarter Kickers)                                                                   | 54,22 m                           |
| Speerwurf beidarmig                            | Herbert Molles (VfK Königsberg)                                      | 98,01 m              | Walther Schnurr (Atos Berlin)                                          | 95,61 m               | Oskar Günther (Stuttgarter Kickers)                                                                   | 93,53 m                           |
| Zehnkampf, offiz. Wert. 2. Zeile: 1985er Wert. | Kurt Weiß (Berliner SC)                                              | 701 P (6282 P)       | Gustav Wegner (VfL Halle 1896)                                         | 625 P (5820 P)        | Hermann Westerhaus (Berliner SC)                                                                      | 615 P (5763 P)                    |
| Waldlauf – ca. 10.000 m                        | Otto Petri (Hellas Hamburg)                                          | 32:49,0 min00000     | Alfred Rätze (VfB Luckenwalde)                                         | 33:26,0 min           | Wiese (Polizei SV Schneidemühl)                                                                       | 33:40,6 min                       |
| Waldlauf, Mannschaftswertung                   | Polizei SV HamburgWilhelm Husen Nietsche Willi Dreckmann             | 14 P (Plätze 6/7/11) | VfB StuttgartHermann Helber Frey Eugen Bertsch                         | 22 P (Plätze 4/18/21) | VfL SiegburgAlbert Kilp Schlemmer Rudolf                                                              | 26 P (Plätze 8/9/32)              |

### Medaillengewinnerinnen Frauen
| Disziplin         | Gold                                                                                 | Leistung      | Silber                                                              | Leistung   | Bronze                                                           | Leistung   |
| ----------------- | ------------------------------------------------------------------------------------ | ------------- | ------------------------------------------------------------------- | ---------- | ---------------------------------------------------------------- | ---------- |
| 100 m             | Gertrud Gladitsch (Karlsruher FC Phönix)                                             | 12,6 s00000   | Lisa Gelius (TSV 1860 München)                                      | 12,8 s00   | Rosa Kellner (TSV 1860 München)                                  | 12,9 s00   |
| 800 m             | Lina Batschauer (Karlsruher FV)                                                      | 2:23,7 min WR | Käthe Spangenberg (THC Apolda)                                      | 2:26,3 min | Anneliese Röstel (SCC Berlin)                                    | 2:29,3 min |
| 4 × 100 m Staffel | SC Viktoria MagdeburgAnneliese Jacke Lieselotte Hellmann Rose Drieling Ilse Drieling | 49,9 s00000   | TSV 1860 MünchenLuise Holzer Lisa Gelius Agathe Karrer Rosa Kellner | 50,3 s00   | Berliner SCLilli Henoch Charlotte Köhler Gerda Pöting Cläre Voss | 50,7 s00   |
| Hochsprung        | Elisabeth Bonetsmüller (TSV 1860 München)                                            | 1,45 m        | Eva von Bredow (SC Brandenburg Berlin)                              | 1,45 m     | Kraus (Berliner SC)                                              | 1,36 m     |
| Weitsprung        | Eva von Bredow (SC Brandenburg Berlin)                                               | 5,45 m        | Gertrud Gladitsch (Karlsruher FC Phönix)                            | 5,29 m     | Gertrud Mäckelmann (SCC Berlin)                                  | 5,26 m     |
| Kugelstoßen       | Ruth Lange (SCC Berlin)                                                              | 11,32 m       | Grete Heublein (Polizei SV Elberfeld)                               | 11,02 m    | Irma Leskien (VfK Königsberg)                                    | 10,54 m    |
| Diskuswurf        | Ruth Lange (SCC Berlin)                                                              | 34,75 m       | Charlotte Mäder (Sportclub Bernau)                                  | 33,69 m    | Milly Reuter (SC Frankfurt 1880)                                 | 33,16 m    |
| Speerwurf         | Auguste Hargus (LBV Phönix Lübeck)                                                   | 34,59 m       | Ilse Schumacher (Deutscher DSK Berlin)                              | 34,52 m    | Ruth Lautemann (SCC Berlin)                                      | 34,245 m   |
| Schlagballwurf    | Käthe Alpen (SC Preußen Itzehoe)                                                     | 72,38 m       | Edith Reichert (SCC Berlin)                                         | 66,24 m    | Raven (SCC Berlin)                                               | 62,59 m    |
| Dreikampf         | Anneliese Jacke (SC Viktoria Magdeburg)                                              | 212 P         | Gertrud Mäckelmann (SCC Berlin)                                     | 208 P      | Cläre Voss (Berliner SC)                                         | 199 P      |